# Laocoonte
Laocoonte és una obra d'El Greco, realitzada a l'oli sobre tela entre 1608 i 1614, durant el seu darrer període toledà. Es conserva a la National Gallery of Art a Washington D.C..

## Anàlisi
És una de les poques obres mitològiques d'El Greco, qui era eminentment un pintor religiós. Aquí representa la història i el càstig de Laocoont a les mans del déu Posidó. Per obtenir la impressió de violència, el pintor va aplicar forts escorços. Al fons de l'escena es pot apreciar un paisatge de Toledo, i no de Troia com es creia, ja que segons la tradició va ser fundada per dos descendents dels troians: Telamó i Brut.
La violència i el dramatisme de l'obra s'aconsegueixen a través d'una llum fantasmal que il·lumina el primer pla. Aquesta és una de les últimes obres d'El Greco, qui la va deixar inconclusa a la seva mort l'abril de 1614. Es considera que en ella va col·laborar Jorge Manuel, fill del pintor.